# 1600
Portal Geschichte | Portal Biografien | Aktuelle Ereignisse | Jahreskalender | Tagesartikel

◄ |
15. Jahrhundert |
16. Jahrhundert
| 17. Jahrhundert | ►

◄ |
1570er |
1580er |
1590er |
1600er
| 1610er | 1620er | 1630er | ►

◄◄ |
◄ |
1596 |
1597 |
1598 |
1599 |
1600
| 1601 | 1602 | 1603 | 1604 | ► | ►►
Staatsoberhäupter  · Nekrolog   · Musikjahr
| Januar | Januar | Januar | Januar | Januar | Januar | Januar | Januar |
| Kw     | Mo     | Di     | Mi     | Do     | Fr     | Sa     | So     |
| ------ | ------ | ------ | ------ | ------ | ------ | ------ | ------ |
| 52     |        |        |        |        |        | 1      | 2      |
| 1      | 3      | 4      | 5      | 6      | 7      | 8      | 9      |
| 2      | 10     | 11     | 12     | 13     | 14     | 15     | 16     |
| 3      | 17     | 18     | 19     | 20     | 21     | 22     | 23     |
| 4      | 24     | 25     | 26     | 27     | 28     | 29     | 30     |
| 5      | 31     |        |        |        |        |        |        |

| Februar | Februar | Februar | Februar | Februar | Februar | Februar | Februar |
| Kw      | Mo      | Di      | Mi      | Do      | Fr      | Sa      | So      |
| ------- | ------- | ------- | ------- | ------- | ------- | ------- | ------- |
| 5       |         | 1       | 2       | 3       | 4       | 5       | 6       |
| 6       | 7       | 8       | 9       | 10      | 11      | 12      | 13      |
| 7       | 14      | 15      | 16      | 17      | 18      | 19      | 20      |
| 8       | 21      | 22      | 23      | 24      | 25      | 26      | 27      |
| 9       | 28      | 29      |         |         |         |         |         |

| März | März | März | März | März | März | März | März |
| Kw   | Mo   | Di   | Mi   | Do   | Fr   | Sa   | So   |
| ---- | ---- | ---- | ---- | ---- | ---- | ---- | ---- |
| 9    |      |      | 1    | 2    | 3    | 4    | 5    |
| 10   | 6    | 7    | 8    | 9    | 10   | 11   | 12   |
| 11   | 13   | 14   | 15   | 16   | 17   | 18   | 19   |
| 12   | 20   | 21   | 22   | 23   | 24   | 25   | 26   |
| 13   | 27   | 28   | 29   | 30   | 31   |      |      |

| April | April | April | April | April | April | April | April |
| Kw    | Mo    | Di    | Mi    | Do    | Fr    | Sa    | So    |
| ----- | ----- | ----- | ----- | ----- | ----- | ----- | ----- |
| 13    |       |       |       |       |       | 1     | 2     |
| 14    | 3     | 4     | 5     | 6     | 7     | 8     | 9     |
| 15    | 10    | 11    | 12    | 13    | 14    | 15    | 16    |
| 16    | 17    | 18    | 19    | 20    | 21    | 22    | 23    |
| 17    | 24    | 25    | 26    | 27    | 28    | 29    | 30    |

| Mai | Mai | Mai | Mai | Mai | Mai | Mai | Mai |
| Kw  | Mo  | Di  | Mi  | Do  | Fr  | Sa  | So  |
| --- | --- | --- | --- | --- | --- | --- | --- |
| 18  | 1   | 2   | 3   | 4   | 5   | 6   | 7   |
| 19  | 8   | 9   | 10  | 11  | 12  | 13  | 14  |
| 20  | 15  | 16  | 17  | 18  | 19  | 20  | 21  |
| 21  | 22  | 23  | 24  | 25  | 26  | 27  | 28  |
| 22  | 29  | 30  | 31  |     |     |     |     |

| Juni | Juni | Juni | Juni | Juni | Juni | Juni | Juni |
| Kw   | Mo   | Di   | Mi   | Do   | Fr   | Sa   | So   |
| ---- | ---- | ---- | ---- | ---- | ---- | ---- | ---- |
| 22   |      |      |      | 1    | 2    | 3    | 4    |
| 23   | 5    | 6    | 7    | 8    | 9    | 10   | 11   |
| 24   | 12   | 13   | 14   | 15   | 16   | 17   | 18   |
| 25   | 19   | 20   | 21   | 22   | 23   | 24   | 25   |
| 26   | 26   | 27   | 28   | 29   | 30   |      |      |

| Juli | Juli | Juli | Juli | Juli | Juli | Juli | Juli |
| Kw   | Mo   | Di   | Mi   | Do   | Fr   | Sa   | So   |
| ---- | ---- | ---- | ---- | ---- | ---- | ---- | ---- |
| 26   |      |      |      |      |      | 1    | 2    |
| 27   | 3    | 4    | 5    | 6    | 7    | 8    | 9    |
| 28   | 10   | 11   | 12   | 13   | 14   | 15   | 16   |
| 29   | 17   | 18   | 19   | 20   | 21   | 22   | 23   |
| 30   | 24   | 25   | 26   | 27   | 28   | 29   | 30   |
| 31   | 31   |      |      |      |      |      |      |

| August | August | August | August | August | August | August | August |
| Kw     | Mo     | Di     | Mi     | Do     | Fr     | Sa     | So     |
| ------ | ------ | ------ | ------ | ------ | ------ | ------ | ------ |
| 31     |        | 1      | 2      | 3      | 4      | 5      | 6      |
| 32     | 7      | 8      | 9      | 10     | 11     | 12     | 13     |
| 33     | 14     | 15     | 16     | 17     | 18     | 19     | 20     |
| 34     | 21     | 22     | 23     | 24     | 25     | 26     | 27     |
| 35     | 28     | 29     | 30     | 31     |        |        |        |

| September | September | September | September | September | September | September | September |
| Kw        | Mo        | Di        | Mi        | Do        | Fr        | Sa        | So        |
| --------- | --------- | --------- | --------- | --------- | --------- | --------- | --------- |
| 35        |           |           |           |           | 1         | 2         | 3         |
| 36        | 4         | 5         | 6         | 7         | 8         | 9         | 10        |
| 37        | 11        | 12        | 13        | 14        | 15        | 16        | 17        |
| 38        | 18        | 19        | 20        | 21        | 22        | 23        | 24        |
| 39        | 25        | 26        | 27        | 28        | 29        | 30        |           |

| Oktober | Oktober | Oktober | Oktober | Oktober | Oktober | Oktober | Oktober |
| Kw      | Mo      | Di      | Mi      | Do      | Fr      | Sa      | So      |
| ------- | ------- | ------- | ------- | ------- | ------- | ------- | ------- |
| 39      |         |         |         |         |         |         | 1       |
| 40      | 2       | 3       | 4       | 5       | 6       | 7       | 8       |
| 41      | 9       | 10      | 11      | 12      | 13      | 14      | 15      |
| 42      | 16      | 17      | 18      | 19      | 20      | 21      | 22      |
| 43      | 23      | 24      | 25      | 26      | 27      | 28      | 29      |
| 44      | 30      | 31      |         |         |         |         |         |

| November | November | November | November | November | November | November | November |
| Kw       | Mo       | Di       | Mi       | Do       | Fr       | Sa       | So       |
| -------- | -------- | -------- | -------- | -------- | -------- | -------- | -------- |
| 44       |          |          | 1        | 2        | 3        | 4        | 5        |
| 45       | 6        | 7        | 8        | 9        | 10       | 11       | 12       |
| 46       | 13       | 14       | 15       | 16       | 17       | 18       | 19       |
| 47       | 20       | 21       | 22       | 23       | 24       | 25       | 26       |
| 48       | 27       | 28       | 29       | 30       |          |          |          |

| Dezember | Dezember | Dezember | Dezember | Dezember | Dezember | Dezember | Dezember |
| Kw       | Mo       | Di       | Mi       | Do       | Fr       | Sa       | So       |
| -------- | -------- | -------- | -------- | -------- | -------- | -------- | -------- |
| 48       |          |          |          |          | 1        | 2        | 3        |
| 49       | 4        | 5        | 6        | 7        | 8        | 9        | 10       |
| 50       | 11       | 12       | 13       | 14       | 15       | 16       | 17       |
| 51       | 18       | 19       | 20       | 21       | 22       | 23       | 24       |
| 52       | 25       | 26       | 27       | 28       | 29       | 30       | 31       |

| Januar | Januar | Januar | Januar | Januar | Januar | Januar | Januar |
| Kw     | Mo     | Di     | Mi     | Do     | Fr     | Sa     | So     |
| ------ | ------ | ------ | ------ | ------ | ------ | ------ | ------ |
| 52     |        |        |        |        |        | 1      | 2      |
| 1      | 3      | 4      | 5      | 6      | 7      | 8      | 9      |
| 2      | 10     | 11     | 12     | 13     | 14     | 15     | 16     |
| 3      | 17     | 18     | 19     | 20     | 21     | 22     | 23     |
| 4      | 24     | 25     | 26     | 27     | 28     | 29     | 30     |
| 5      | 31     |        |        |        |        |        |        |

| Februar | Februar | Februar | Februar | Februar | Februar | Februar | Februar |
| Kw      | Mo      | Di      | Mi      | Do      | Fr      | Sa      | So      |
| ------- | ------- | ------- | ------- | ------- | ------- | ------- | ------- |
| 5       |         | 1       | 2       | 3       | 4       | 5       | 6       |
| 6       | 7       | 8       | 9       | 10      | 11      | 12      | 13      |
| 7       | 14      | 15      | 16      | 17      | 18      | 19      | 20      |
| 8       | 21      | 22      | 23      | 24      | 25      | 26      | 27      |
| 9       | 28      | 29      |         |         |         |         |         |

| März | März | März | März | März | März | März | März |
| Kw   | Mo   | Di   | Mi   | Do   | Fr   | Sa   | So   |
| ---- | ---- | ---- | ---- | ---- | ---- | ---- | ---- |
| 9    |      |      | 1    | 2    | 3    | 4    | 5    |
| 10   | 6    | 7    | 8    | 9    | 10   | 11   | 12   |
| 11   | 13   | 14   | 15   | 16   | 17   | 18   | 19   |
| 12   | 20   | 21   | 22   | 23   | 24   | 25   | 26   |
| 13   | 27   | 28   | 29   | 30   | 31   |      |      |

| April | April | April | April | April | April | April | April |
| Kw    | Mo    | Di    | Mi    | Do    | Fr    | Sa    | So    |
| ----- | ----- | ----- | ----- | ----- | ----- | ----- | ----- |
| 13    |       |       |       |       |       | 1     | 2     |
| 14    | 3     | 4     | 5     | 6     | 7     | 8     | 9     |
| 15    | 10    | 11    | 12    | 13    | 14    | 15    | 16    |
| 16    | 17    | 18    | 19    | 20    | 21    | 22    | 23    |
| 17    | 24    | 25    | 26    | 27    | 28    | 29    | 30    |

| Mai | Mai | Mai | Mai | Mai | Mai | Mai | Mai |
| Kw  | Mo  | Di  | Mi  | Do  | Fr  | Sa  | So  |
| --- | --- | --- | --- | --- | --- | --- | --- |
| 18  | 1   | 2   | 3   | 4   | 5   | 6   | 7   |
| 19  | 8   | 9   | 10  | 11  | 12  | 13  | 14  |
| 20  | 15  | 16  | 17  | 18  | 19  | 20  | 21  |
| 21  | 22  | 23  | 24  | 25  | 26  | 27  | 28  |
| 22  | 29  | 30  | 31  |     |     |     |     |

| Juni | Juni | Juni | Juni | Juni | Juni | Juni | Juni |
| Kw   | Mo   | Di   | Mi   | Do   | Fr   | Sa   | So   |
| ---- | ---- | ---- | ---- | ---- | ---- | ---- | ---- |
| 22   |      |      |      | 1    | 2    | 3    | 4    |
| 23   | 5    | 6    | 7    | 8    | 9    | 10   | 11   |
| 24   | 12   | 13   | 14   | 15   | 16   | 17   | 18   |
| 25   | 19   | 20   | 21   | 22   | 23   | 24   | 25   |
| 26   | 26   | 27   | 28   | 29   | 30   |      |      |

| Juli | Juli | Juli | Juli | Juli | Juli | Juli | Juli |
| Kw   | Mo   | Di   | Mi   | Do   | Fr   | Sa   | So   |
| ---- | ---- | ---- | ---- | ---- | ---- | ---- | ---- |
| 26   |      |      |      |      |      | 1    | 2    |
| 27   | 3    | 4    | 5    | 6    | 7    | 8    | 9    |
| 28   | 10   | 11   | 12   | 13   | 14   | 15   | 16   |
| 29   | 17   | 18   | 19   | 20   | 21   | 22   | 23   |
| 30   | 24   | 25   | 26   | 27   | 28   | 29   | 30   |
| 31   | 31   |      |      |      |      |      |      |

| August | August | August | August | August | August | August | August |
| Kw     | Mo     | Di     | Mi     | Do     | Fr     | Sa     | So     |
| ------ | ------ | ------ | ------ | ------ | ------ | ------ | ------ |
| 31     |        | 1      | 2      | 3      | 4      | 5      | 6      |
| 32     | 7      | 8      | 9      | 10     | 11     | 12     | 13     |
| 33     | 14     | 15     | 16     | 17     | 18     | 19     | 20     |
| 34     | 21     | 22     | 23     | 24     | 25     | 26     | 27     |
| 35     | 28     | 29     | 30     | 31     |        |        |        |

| September | September | September | September | September | September | September | September |
| Kw        | Mo        | Di        | Mi        | Do        | Fr        | Sa        | So        |
| --------- | --------- | --------- | --------- | --------- | --------- | --------- | --------- |
| 35        |           |           |           |           | 1         | 2         | 3         |
| 36        | 4         | 5         | 6         | 7         | 8         | 9         | 10        |
| 37        | 11        | 12        | 13        | 14        | 15        | 16        | 17        |
| 38        | 18        | 19        | 20        | 21        | 22        | 23        | 24        |
| 39        | 25        | 26        | 27        | 28        | 29        | 30        |           |

| Oktober | Oktober | Oktober | Oktober | Oktober | Oktober | Oktober | Oktober |
| Kw      | Mo      | Di      | Mi      | Do      | Fr      | Sa      | So      |
| ------- | ------- | ------- | ------- | ------- | ------- | ------- | ------- |
| 39      |         |         |         |         |         |         | 1       |
| 40      | 2       | 3       | 4       | 5       | 6       | 7       | 8       |
| 41      | 9       | 10      | 11      | 12      | 13      | 14      | 15      |
| 42      | 16      | 17      | 18      | 19      | 20      | 21      | 22      |
| 43      | 23      | 24      | 25      | 26      | 27      | 28      | 29      |
| 44      | 30      | 31      |         |         |         |         |         |

| November | November | November | November | November | November | November | November |
| Kw       | Mo       | Di       | Mi       | Do       | Fr       | Sa       | So       |
| -------- | -------- | -------- | -------- | -------- | -------- | -------- | -------- |
| 44       |          |          | 1        | 2        | 3        | 4        | 5        |
| 45       | 6        | 7        | 8        | 9        | 10       | 11       | 12       |
| 46       | 13       | 14       | 15       | 16       | 17       | 18       | 19       |
| 47       | 20       | 21       | 22       | 23       | 24       | 25       | 26       |
| 48       | 27       | 28       | 29       | 30       |          |          |          |

| Dezember | Dezember | Dezember | Dezember | Dezember | Dezember | Dezember | Dezember |
| Kw       | Mo       | Di       | Mi       | Do       | Fr       | Sa       | So       |
| -------- | -------- | -------- | -------- | -------- | -------- | -------- | -------- |
| 48       |          |          |          |          | 1        | 2        | 3        |
| 49       | 4        | 5        | 6        | 7        | 8        | 9        | 10       |
| 50       | 11       | 12       | 13       | 14       | 15       | 16       | 17       |
| 51       | 18       | 19       | 20       | 21       | 22       | 23       | 24       |
| 52       | 25       | 26       | 27       | 28       | 29       | 30       | 31       |

## Ereignisse

### Politik und Weltgeschehen

#### Südosteuropa

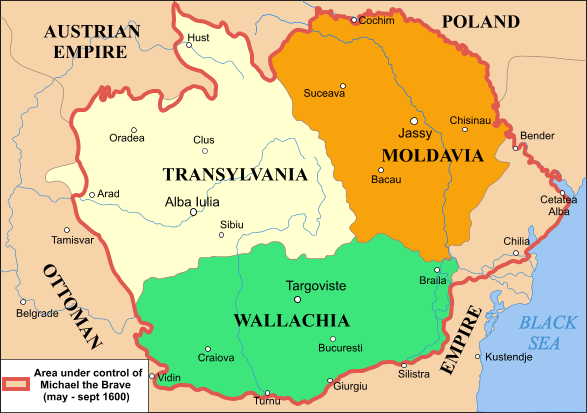
Der von Mihai Viteazul erschaffene Viermonatsstaat

Nach der Eroberung Siebenbürgens im Vorjahr gelingt dem walachischen Fürsten Mihai Viteazul im Mai auch die Eroberung des Fürstentums Moldau. Er vertreibt den moldauischen Woiwoden Ieremia Movila, der freundschaftliche Beziehungen zu Polen und dem Osmanischen Reich gepflegt hat. Dieser flüchtet nach Polen. Die von kaiserlichen Subsidien abhängige Herrschaft Mihais bricht jedoch bereits im Herbst zusammen, als polnische Armeen unter dem Grosskronhetman Jan Zamoyski Moldau und Walachei erobern, die Verbände Mihais gemeinsam mit einem habsburgischen Heer unter Giorgio Basta am 18. September bei Mirislau (Miriszló) besiegen und aus dem Lande vertreiben.

#### Polnisch-Schwedischer Krieg
Der bis 1629 dauernde Polnisch-Schwedische Krieg beginnt. Anlass ist der Anspruch des polnischen Königs Sigismund III. Wasa auf das unter schwedischer Herrschaft stehende Estland. Nach dem Verlust der schwedischen Krone ist es König Sigismund gelungen, die führenden Adelskreise Polen-Litauens für einen Feldzug nach Estland zu gewinnen. Die Schweden kommen jedoch dem polnisch-litauischen Angriff zuvor und gehen selbst in die Offensive. Im Verlauf des Jahres 1600 dringen von Estland aus schwedische Truppen unter der Führung des Reichsverwesers Herzog Karls nach Livland ein und besetzen die Städte Dorpat und Pernau. Die Schweden dringen bis zur Düna vor und beginnen mit der Belagerung der Burg Kokenhusen östlich von Riga. Den direkten Angriff auf das stark befestigte Riga wagt Herzog Karl jedoch nicht. Angesichts der schwedischen Erfolge bewilligt der Sejm die Geldmittel für die Aufstellung einer Armee von etwa 20.000 Mann. Unter der Führung des Großhetmans von Litauen Krzysztof Radziwiłł rückt diese Streitmacht nach Livland vor.

#### Achtzigjähriger Krieg

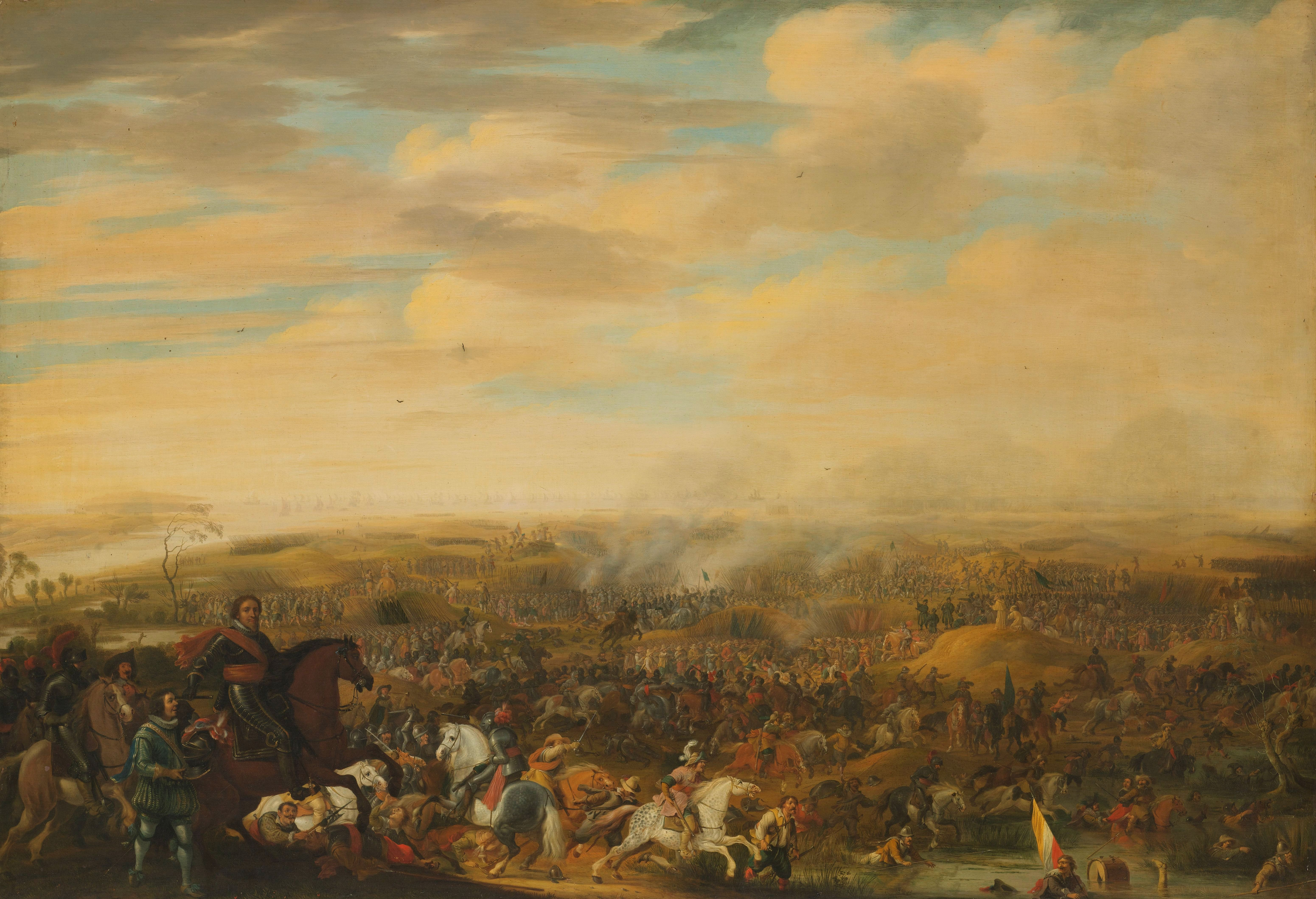
Schlacht von Nieuwpoort

In der Schlacht von Nieuwpoort im Achtzigjährigen Krieg besiegt am 2. Juli das Heer der Republik der Sieben Vereinigten Provinzen unter Moritz von Oranien die Spanier unter Albrecht VII. von Österreich. Die Schlacht hat jedoch keine weiteren Auswirkungen. Die niederländischen Linien sind überdehnt und Moritz von Oranien muss sich mit seinen Truppen bald ebenfalls zurückziehen. Die Flamen, auf deren Unterstützung er gehofft hat, bleiben auf der Seite Spaniens. Darüber hinaus liegt der große Hafen Dünkirchen, das Hauptziel der Kampagne, außerhalb seiner Reichweite in spanischer Hand.

#### Weitere Ereignisse in Europa
- 20. September bis 9. Oktober: Die Schlacht am Moyry Pass zwischen englischen Truppen und irischen Rebellen während des Neunjährigen Krieges in den nördlichen Grafschaften Armagh und Louth in Irland endet mit einem Patt.
- 8. Oktober: San Marino nimmt seine geschriebene Verfassung an.
- 17. Dezember: In der Kathedrale von Lyon heiraten der französische König Heinrich IV. und Maria de’ Medici. Heinrichs kinderlose Ehe mit Margarete von Valois war im Jahr 1599 von Papst Clemens VIII. annulliert worden.

#### Japan
- April: William Adams betritt als erster Engländer den Boden Japans.
- 21. Oktober: Die Schlacht von Sekigahara stellt den Übergang von der Sengoku-Zeit zur Edo-Zeit in der Geschichte Japans dar. Durch den Sieg in dieser Schlacht gelingt es dem Haus Tokugawa, seine Vormachtstellung in Japan zu festigen. Im Laufe der nächsten fünfzig Jahre gibt es zwar noch einige kleinere Aufstände, aber das Land wird letztendlich befriedet.

#### Südamerika
- 24. Januar: Der niederländische Seefahrer Sebald de Weert erreicht die Falklandinseln und benennt sie als „Sebald Eilands“.

### Wirtschaft

Die Flagge der englischen Ostindien-Kompanie 1600–1707

- 31. Dezember: Mit einem Freibrief Königin Elisabeths I. an verschiedene Londoner Kaufleute entsteht die Gesellschaft Governors and Company of merchants of London trading to the East-Indies, die spätere Britische Ostindien-Kompanie. Ihr wird das Recht zugestanden, auf 15 Jahre sämtlichen Handel zwischen dem Kap der guten Hoffnung und der Magellan-Straße abzuwickeln. Sie erhält ein Siegel, kann ihren Gouverneur und die 24 Direktoren selbst wählen und darf sich selbst Korporationsgesetze (by-laws) geben.

### Wissenschaft und Technik
- 4. Februar: Die Astronomen Tycho Brahe und Johannes Kepler treffen sich erstmals im Schloss Benatek nahe Prag.
- 18. August: Der niederländische Astronom und Kartograf Willem Janszoon Blaeu  entdeckt den veränderlichen Stern P Cygni.
- William Gilbert erkennt als erster die elektrischen Phänomene.
- Veröffentlichung der Schrift über Embryonen, Uterus und Plazenta durch Hieronymus Fabricius
- um 1600: William Gilbert entwickelt das Versorium.

#### Literatur

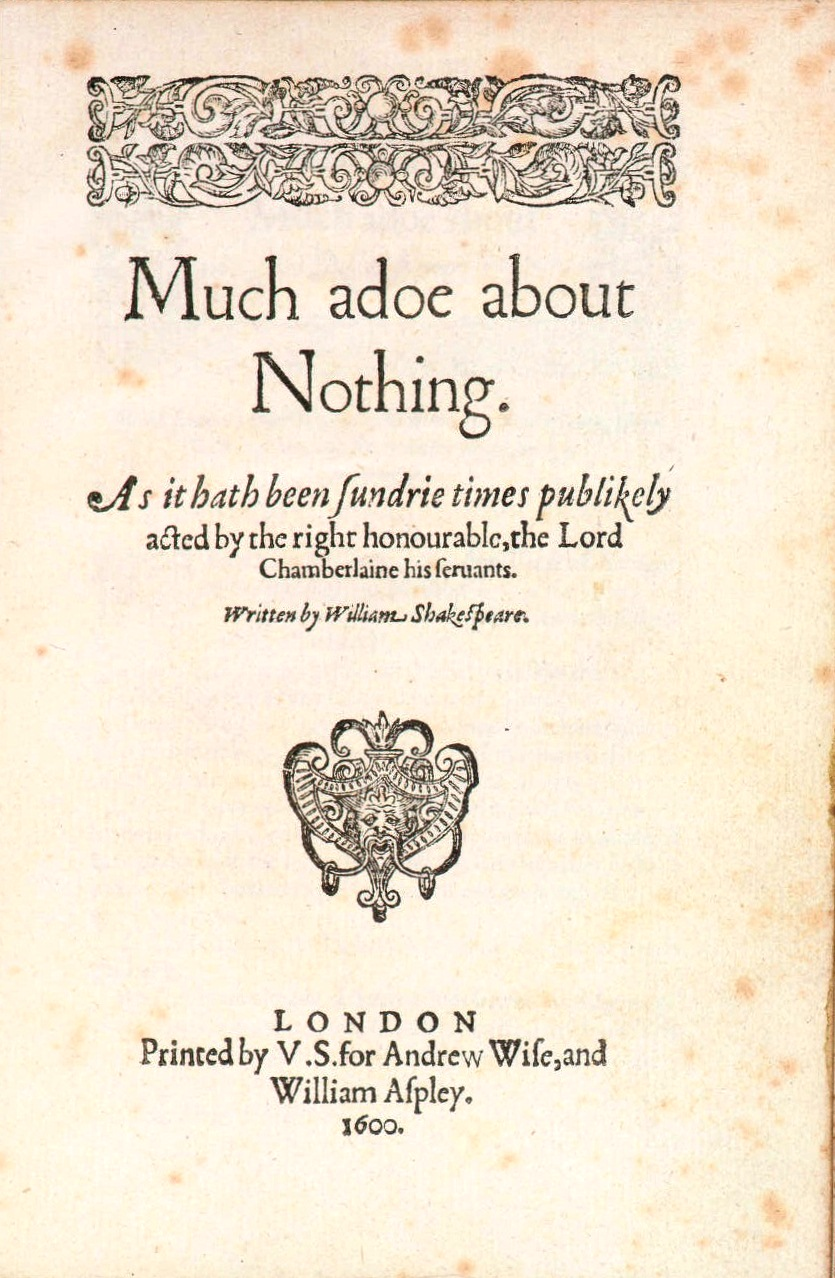
Titelblatt der Quarto-Ausgabe von Much adoe about Nothing

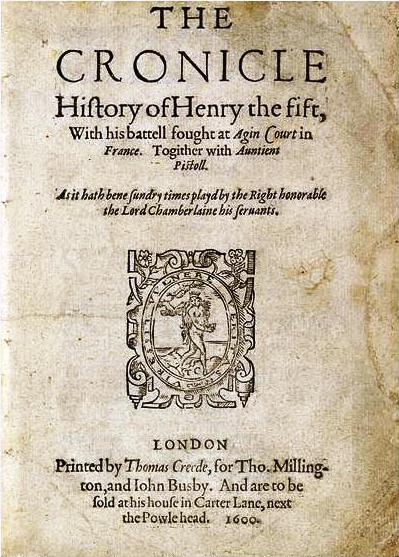
Henry V: Titelblatt des ersten Quarto

### Kultur

#### Musik und Theater
- 6. Oktober: L'Euridice favola drammatica, eine Favola in Musica von Jacopo Peri mit dem Libretto von Ottavio Rinuccini hat ihre Uraufführung im Palazzo Pitti in Florenz.
- 7. Oktober: Anlässlich der Hochzeit per procurationem König Heinrichs IV. von Frankreich mit Maria de’ Medici erfolgt die Uraufführung der Oper Il rapimento di Cefalo von Giulio Caccini im Palazzo Vecchio in Florenz.

### Religion

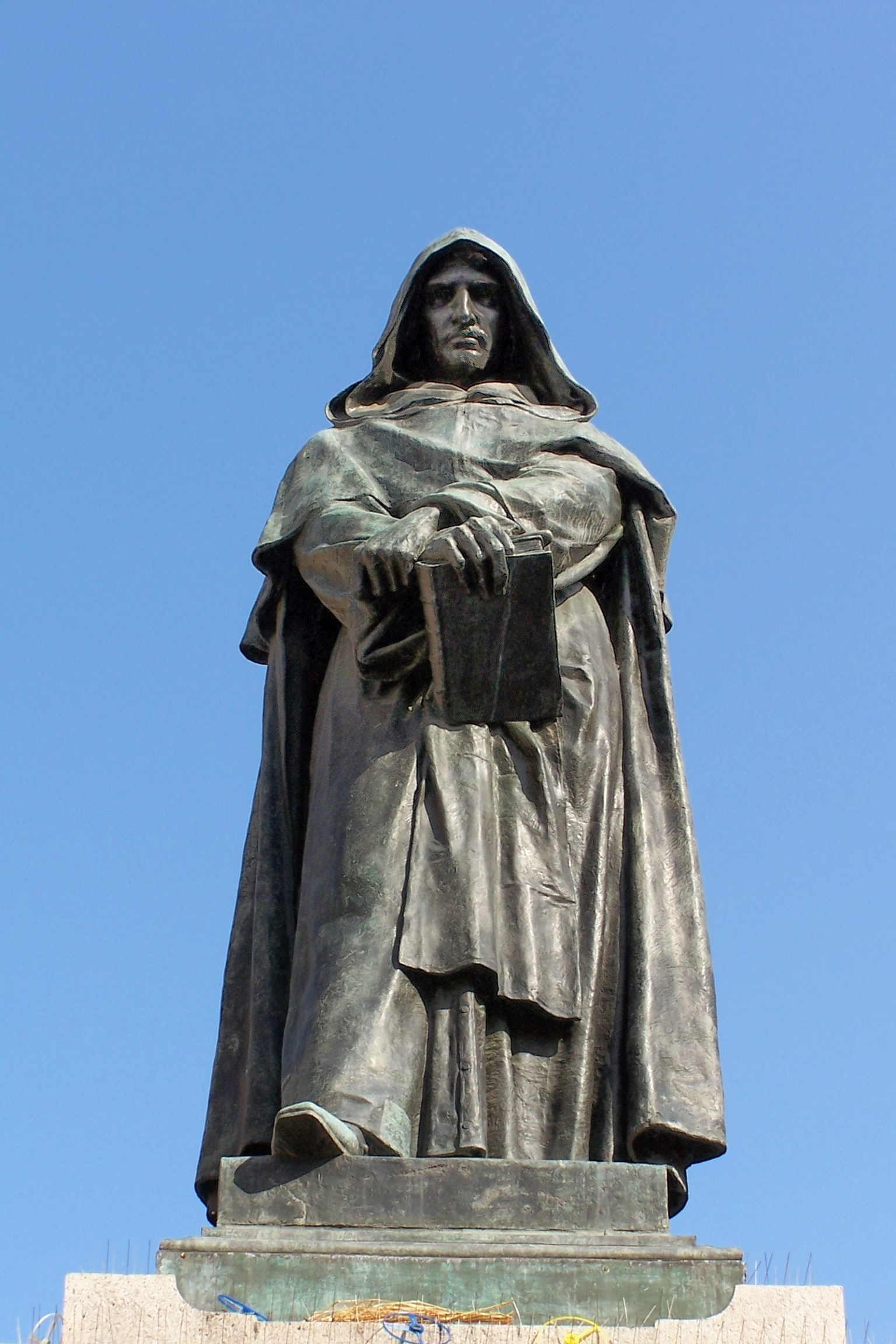
Denkmal Giordano Brunos auf dem Campo de’ Fiori

- 8. Februar: Nach sieben Jahren Kerkerhaft in der Engelsburg wird der Priester und Philosoph Giordano Bruno von der vatikanischen Inquisition der Ketzerei und des Praktizierens von Magie schuldig befunden, aus dem Orden der Dominikaner und der Kirche ausgeschlossen und dem weltlichen Gericht überantwortet. Seine Bücher werden auf den Index der verbotenen Schriften gesetzt und öffentlich zerrissen und verbrannt. Er selbst wird trotz der Bitte der Inquisition, auf Strafen gegen Leib und Leben zu verzichten, am 17. Februar auf Befehl des römischen Gouverneurs auf dem Campo de’ Fiori öffentlich verbrannt.
- 8. August: In der Paulustorvorstadt von Graz werden nach der Ausweisung der Protestanten als Schlusspunkt 10.000 protestantische Bücher und Schriften verbrannt. Zwei Tage später legt der päpstliche Nuntius an dieser Stelle den Grundstein zur Antoniuskirche.
- Nach Vorarbeiten unter den Päpsten Gregor XIII. und Sixtus V. lässt Papst Clemens VIII. die erste amtliche Ausgabe des Caeremoniale Episcoporum erscheinen.

### Katastrophen

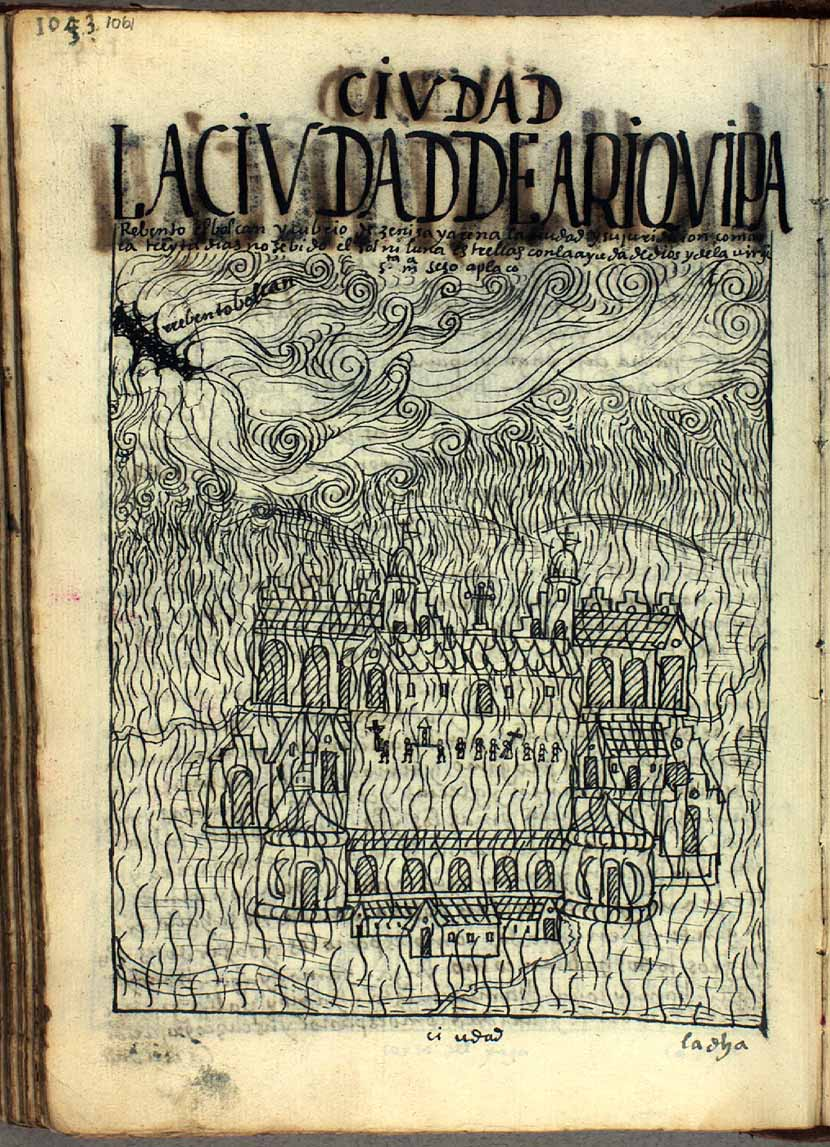
Die Stadt Arequipa unter Ascheregen (Bericht um 1615)

- 19. Februar: Der Vulkan Huaynaputina im Süden Perus explodiert. Dieser Vulkanausbruch, der bis März andauert und von dem Chronisten Waman Puma de Ayala festgehalten wird, gilt als der katastrophalste in historischer Zeit in ganz Südamerika. Die regionale Landwirtschaft benötigt 150 Jahre, bis sie sich vollständig von diesem dramatischen Ereignis erholt hat. In den folgenden Jahren gibt es eine weltweite signifikante Abkühlung.

### Natur und Umwelt
- Seegfrörne: Der Bodensee ist komplett zugefroren.

## Historische Karten und Ansichten

Weltkarte von Matteo Ricci
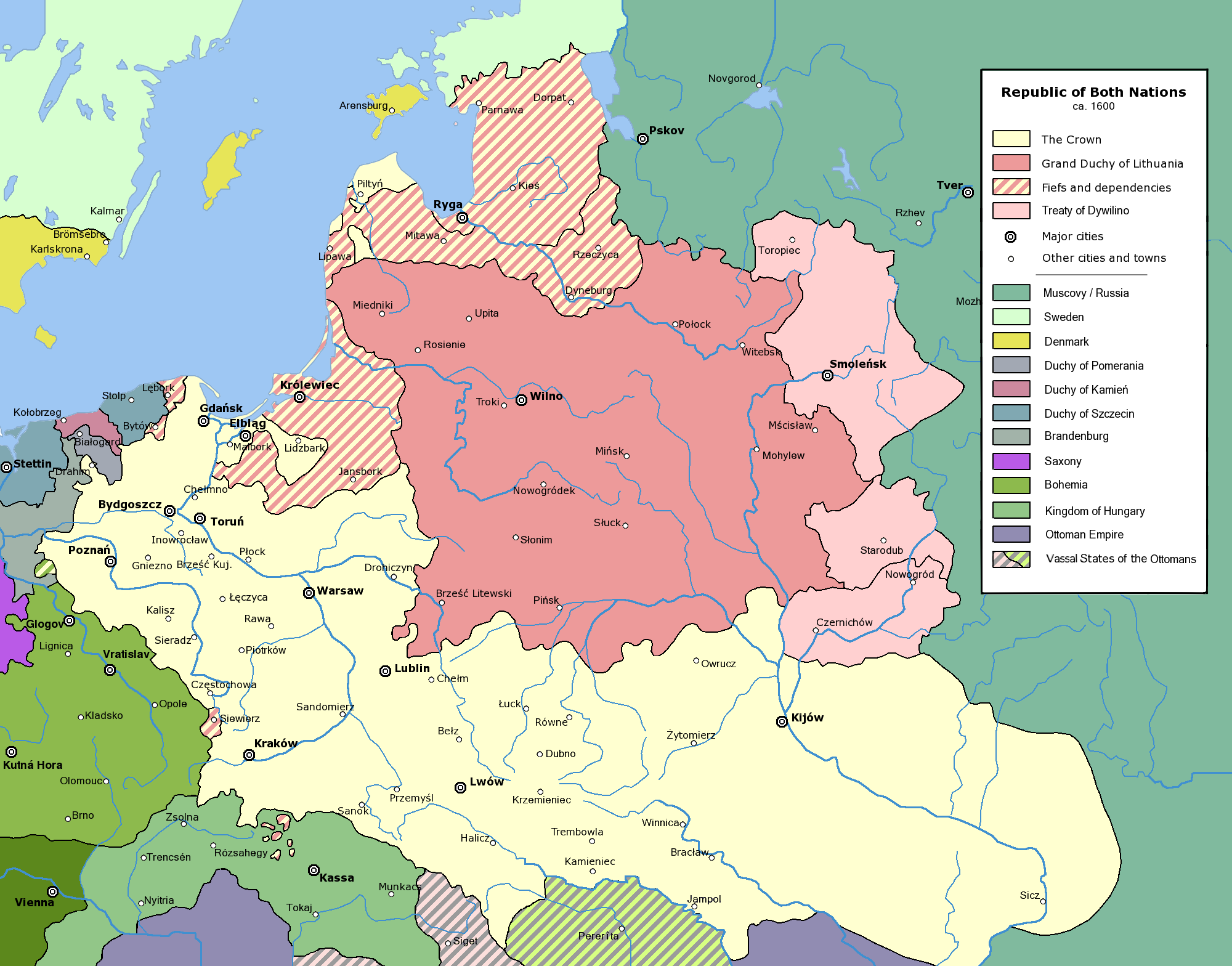
Polen-Litauen um 1600

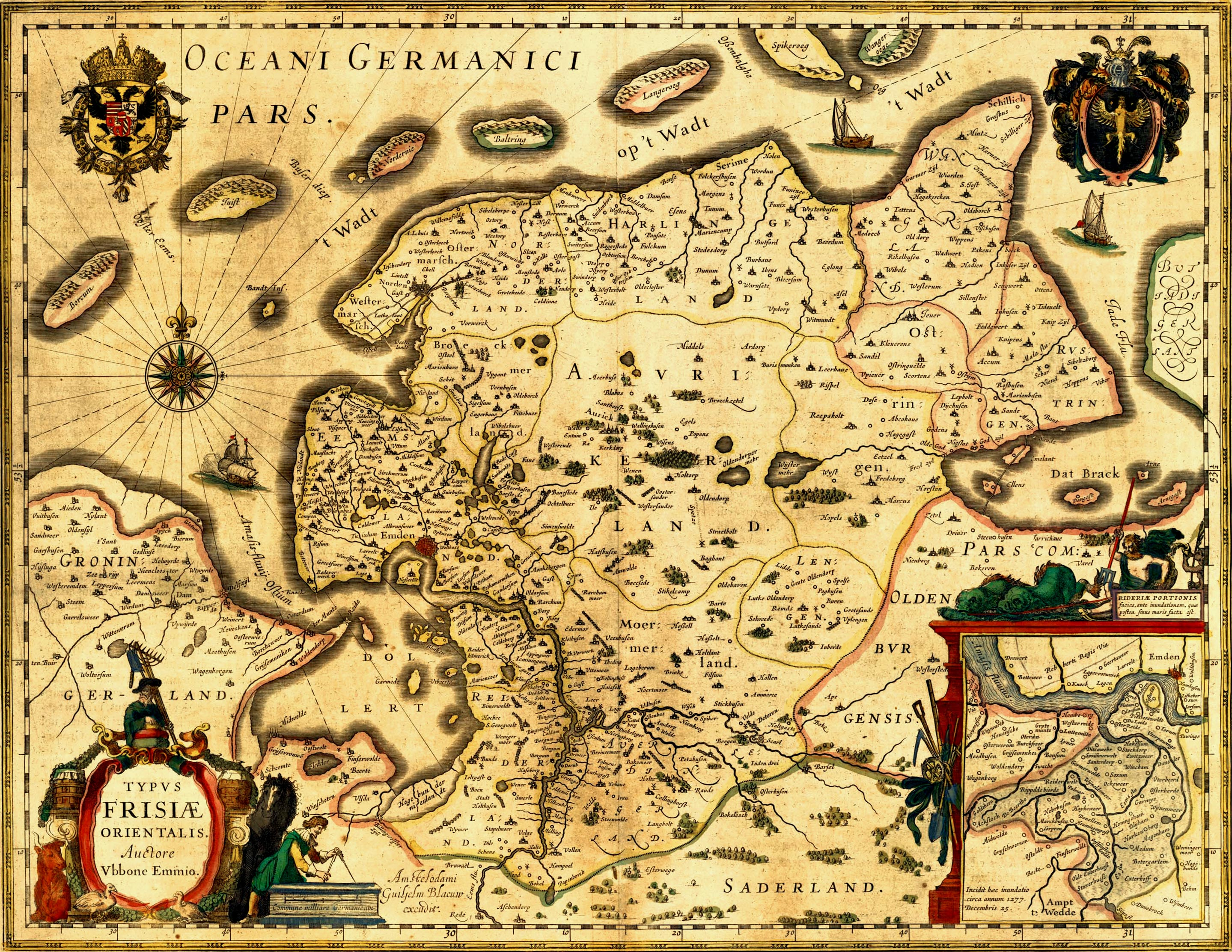
Ostfriesland um 1600, Ubbo Emmius
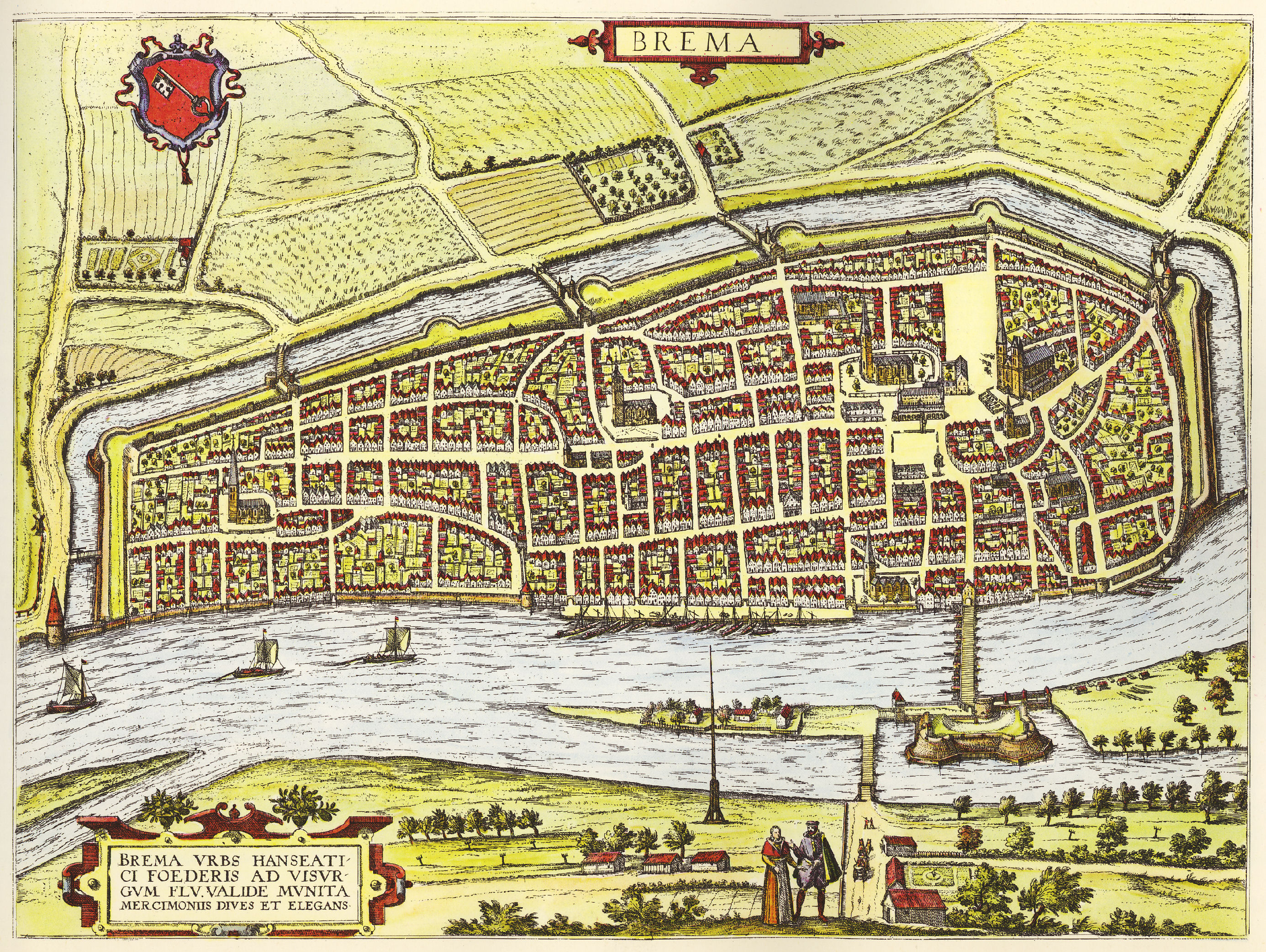
Bremen um 1600
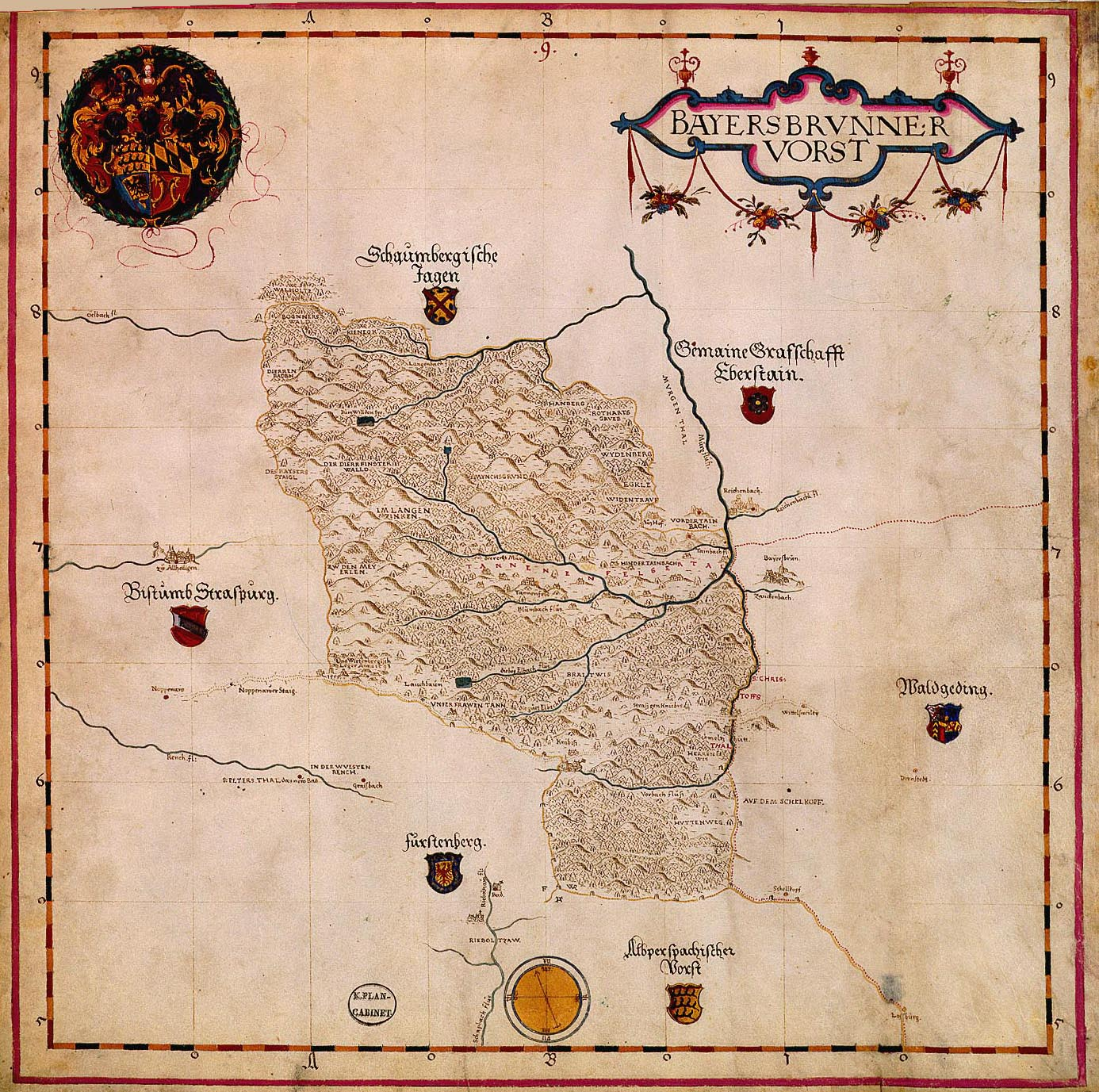
Baiersbronner Forst um 1600, Georg Gadner

## Geboren

### Geburtsdatum gesichert
- 01. Januar: Heinrich von Brockdorff, Soldat und Politiker († 1671)
- 17. Januar: Pedro Calderón de la Barca, spanischer Dramatiker († 1681)
- 23. Januar: Alexander Keirincx, flämischer Maler († 1652)
- 28. Januar: Giulio Rospigliosi, unter dem Namen Clemens IX. Papst († 1669)
- 01. Februar: Johan Evertsen, niederländischer Vizeadmiral († 1666)
- 02. Februar: Nicolaus Zapf, deutscher lutherischer Theologe († 1672)
- 05. Februar: Johan Picardt, deutsch-niederländischer Arzt, Pastor und Schriftsteller († 1670)
- 14. Februar: Otto Brüggemann, deutscher Kaufmann († 1640)
- 03. März: Robert Roberthin, deutscher Dichter († 1648)
- 19. März: Tilemann Olearius, deutscher lutherischer Theologe und Philologe († 1671)
- 25. März: Johann Heinrich Waser, Bürgermeister von Zürich († 1669)
- 13. April: Johann Wilhelm, Herzog von Sachsen-Altenburg und Herzog von Jülich-Kleve-Berg († 1632)
- 16. April: Paulus Arnolt, deutscher Stück- und Glockengießer († nach 1642)
- 28. Mai: Christoph Gumpp der Jüngere, österreichischer Hofbaumeister und Hoftischler († 1672)
- 11. Juni: Johann Botsack, deutscher evangelischer Theologe († 1674)
- 24. Juni: Juan de Palafox y Mendoza, spanischer Bischof der katholischen Kirche und Vizekönig von Neuspanien († 1659)
- 07. Juli: Johann Born, deutscher Rechtswissenschaftler († 1660)
- 11. August: Matthaeus von Wesenbeck, brandenburgischer Staatsmann († 1659)
- 31. August: Franz Romanus deutscher Rechtswissenschaftler († 1668)
- 07. September: Johann Andreas von Rosenberg, bedeutender Vertreter des katholischen Adels in Kärnten († 1667)
- 15. September: Adolf von Schleswig-Holstein-Gottorf, deutscher Adeliger († 1631)
- 19. September: Johann Friedrich, Herzog von Sachsen-Weimar († 1628)
- 04. Oktober: Giovanni Paolo Oliva, 11. General der Societas Jesu († 1681)
- 18. Oktober: Gioacchino Assereto, italienischer Maler († 1650)

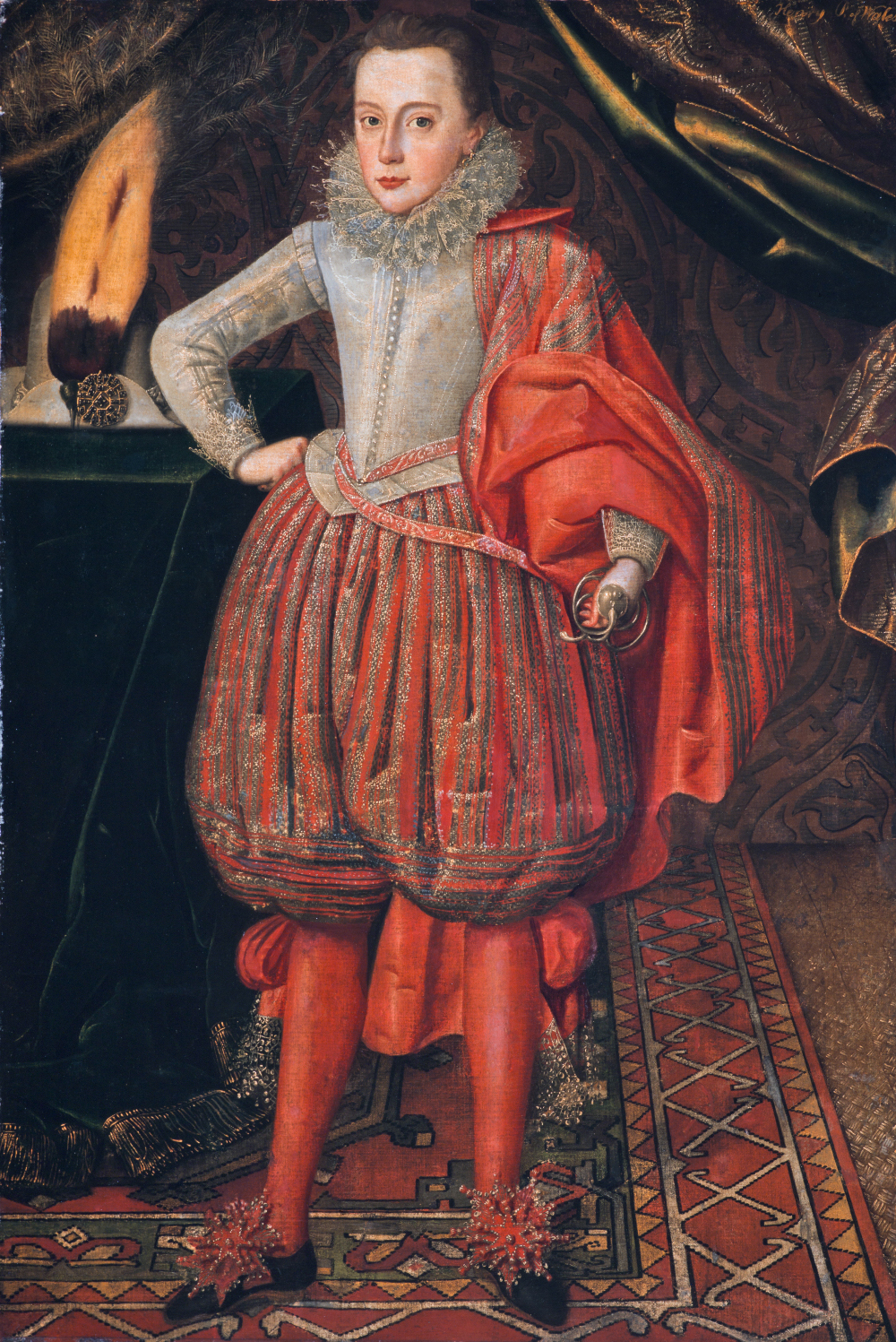
Der junge Charles, Porträt von Robert Peake, um 1610

- 11. November: Maria Felicia Orsini, Herzogin von Montmorency († 1666)
- 18. November: Markus Otto, Gesandter von Straßburg bei den Verhandlungen zum Westfälischen Frieden († 1674)
- 19. November: Karl I. (Charles I.), König von England († 1649, geköpft)
- 19. November: Lieuwe van Aitzema, niederländischer Historiker, Diplomat, Bonvivant, Schürzenjäger und Spion († 1669)
- 20. Dezember: Nicolas Sanson, französischer Kartograph († 1667)

### Genaues Geburtsdatum unbekannt
- Juni: Jerónimo Jacinto Espinosa, spanischer Maler († 1667)
- Dezember: Marie de Rohan-Montbazon, duchesse de Chevreuse, französische Adlige, Gegenspielerin von Kardinal Richelieu und Kardinal Mazarin († 1679)
- Cornelis van Aerssen van Sommelsdijk, niederländischer Edelmann († 1662)
- Charles d’Avaugour, französischer Diplomat († 1657)
- Piotr Baryka, polnischer Schriftsteller († 1675)
- Girolamo Fantini, italienischer Trompeter und Komponist († 1675)
- Camillo Gonzaga, italienischer Militär († 1658)
- Claude Lorrain, französischer Maler des Barock († 1682)
- Bathsua Makin, englische Gelehrte und Frauenrechtlerin († um 1675)

### Geboren um 1600
- Jakob Allet († 1678), Schweizer Politiker und Offizier

## Gestorben

### Erstes Halbjahr
- 21. Januar: Georg Radziwill, Kardinal der römisch-katholischen Kirche und Bischof von Krakau (* 1556)
- 26. Januar: Lorenzo Priuli, Patriarch von Venedig (* 1538)
- 09. Februar: Johann Friedrich, Herzog von Pommern und weltlicher Bischof von Cammin (* 1542)
- 17. Februar: Giordano Bruno, italienischer Philosoph (öffentlich in Rom verbrannt) (* 1548)
- 20. Februar: Hermann von Hatzfeld, kurkölnischer Rat und Drost zu Balve (* 1527)
- 20. Februar: Markus Tegginger, deutscher Geistlicher, Hochschullehrer und Stifter (* 1540)
- 16. März: Johann Major, deutscher lutherischer Theologe, Humanist und Poet (* 1533)
- 19. März: Joachim von Ortenburg, niederbayerischer Reichsgraf (* 1530)
- 20. März: Gustaf Axelsson Banér, schwedischer Staatsmann (* 1547)
- 28. März: Salomon Alberti, deutscher Mediziner (* 1540)
- 17. April: Konrad Friederich, Bürgermeister von St. Gallen (* 1542)
- 23. April: Nikolaus II. Pálffy, kaiserlicher Feldherr und Schlosshauptmann von Pressburg (* 1552)
- 21. Mai: Jacob Horst, deutscher Mediziner (* 1537)
- 22. Mai: Jacob Heerbrand, deutscher lutherischer Theologe, Reformator und Kanzler der Eberhard Karls Universität Tübingen (* 1521)
- 25. Mai: Anna Walburga von Neuenahr, regierende Gräfin von Moers (* 1522)
- 18. Juni: Eduard Fortunat von Baden, Markgraf von Baden (* 1565)
- 20. Juni: Joachim von Brandenburg, Markgraf von Brandenburg (* 1583)
- 22. Juni: Samuel Fischer, deutscher Theologe (* 1547)
- 25. Juni: David Chyträus, deutscher evangelischer Theologe, Historiker, Schulorganisator und Rektor der Universität Rostock (* 1530)

### Zweites Halbjahr
- 07. Juli: Thomas Lucy, englischer Friedensrichter (* 1532)
- 22. Juli: Laurentius Fabritius, Weihbischof in Köln (* um 1535)
- 29. Juli: Adolf von Schwarzenberg, kaiserlicher Feldherr in den Türkenkriegen (* 1551)
- 01. August: Dom Frei Amador Arrais de Mendoza, portugiesischer Geistlicher, Theologe, Bischof und Schriftsteller (* um 1530)
- 18. August: Dietrich von Broemse, Bürgermeister der Hansestadt Lübeck (* 1540)
- 25. August: Hosokawa Gracia, japanische Fürstin und Christin (* 1563)
- 31. August: Octavianus Secundus Fugger, deutscher Handelsherr (* 1549)
- 31. August: Karl von Utenhove, flämischer Gelehrter und Dichter (* 1536)
- 01. September: Tadeáš Hájek z Hájku, tschechischer Astronom und persönlicher Arzt des Rudolf II. (* 1525)
- 09. September: Georg Hoefnagel, flämischer Miniaturen- und Buchmaler (* 1542)
- 20. September: Melchior von Redern, kaiserlicher Heerführer in den Türkenkriegen (* 1555)
- 1. Oktober: Theodor Graswinckel, niederländischer Jurist
- 12. Oktober: Luis de Molina, jesuitischer Theologe (* 1535)
- 17. Oktober: Cornelis de Jode, niederländischer Kartograph (* 1568)
- 21. Oktober: Ōtani Yoshitsugu, japanischer Samurai (* 1559)
- 22. Oktober: Georg Friedrich I., Graf zu Hohenlohe-Waldenburg (* 1562)
- 03. November: Richard Hooker, englischer, anglikanischer Theologe (* 1554)
- 04. November: Calixtus Schein, Syndicus der Hansestadt Lübeck (* 1529)
- 05. November: Sigmund Fugger von Kirchberg und Weißenhorn, Bischof von Regensburg (* 1542)
- 06. November: Ishida Mitsunari, japanischer Samurai und Heerführer (* 1560)
- 12. November: Andreas von Österreich, Kardinal, Bischof von Konstanz und Brixen (* 1558)
- 13. Dezember: Albert Friedrich von Brandenburg, Markgraf von Brandenburg (* 1582)
- 16. Dezember: Karl I., Pfalzgraf und Herzog von Pfalz-Zweibrücken-Birkenfeld (* 1560)

### Genaues Sterbedatum unbekannt
- Agostino Ramelli, italienischer Ingenieur (* 1531)